# Isla Grande (Río de Janeiro)
La Isla Grande (en portugués: Ilha Grande) es una isla de Brasil situada en la bahía del mismo nombre, frente a la costa del estado de Río de Janeiro. Forma parte del municipio de Angra dos Reis.
Su principal área urbana es la Vila do Abraão, con cerca de 3.000 habitantes, conocida como la «capital» de la isla. 
Su actividad económica gira en torno a la pesca y, más recientemente, al turismo.

## Historia

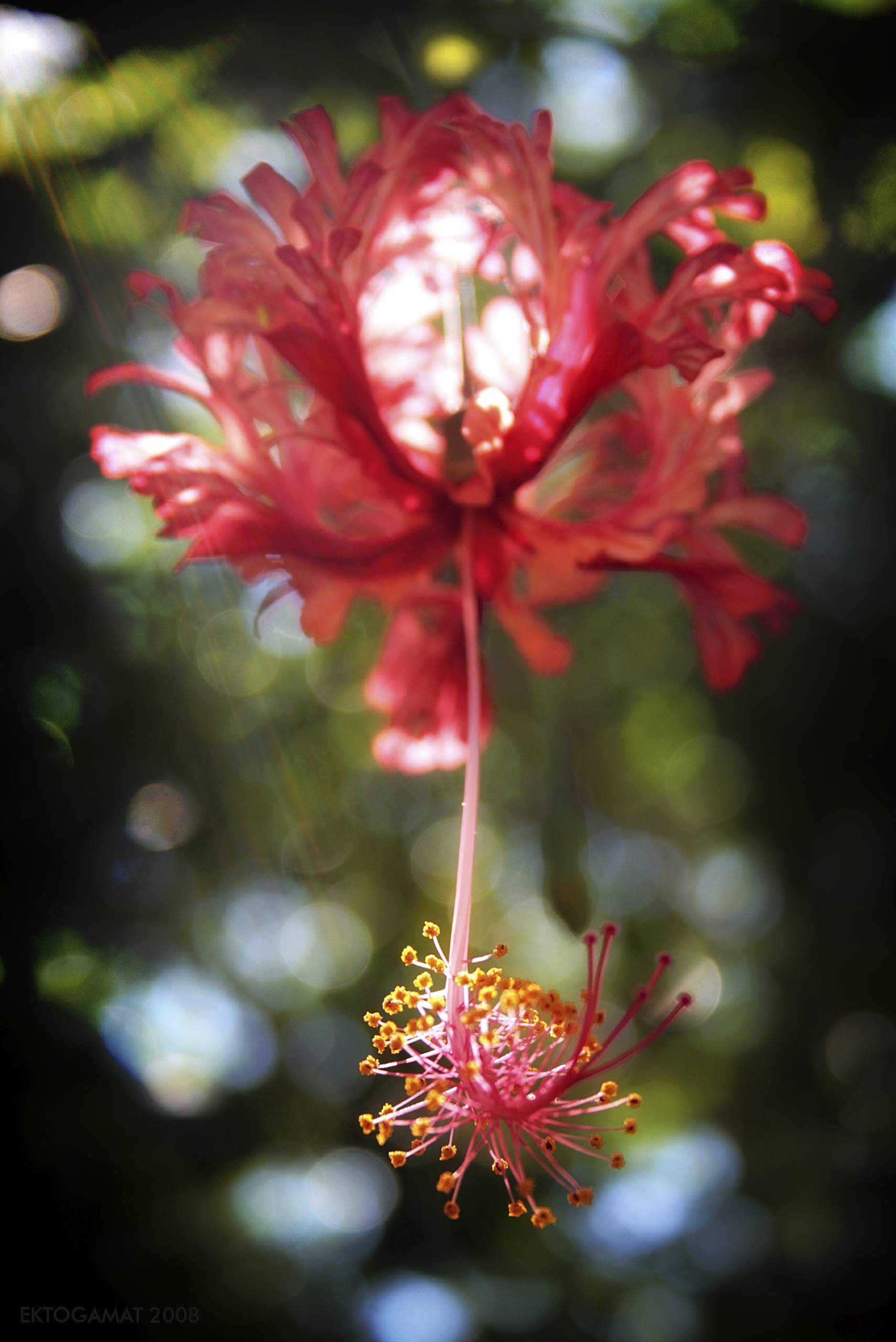
Un flor en Isla Grande.

Durante gran parte del siglo XIX, la isla albergó un local para la cuarentena de los enfermos que venían del extranjero, antes de entrar en Río de Janeiro, que más tarde se transformó en una colonia de enfermos de lepra.
Posteriormente, fue construida la Colonia Penal Cândido Mendes, local a donde eran mandados algunos de los más peligrosos criminales del país durante el Estado Novo y presos políticos durante el régimen militar de 1964.
En 1994, el gobierno decidió desactivar el presidio, que atrapaba la economía local y era fuente de graves problemas de seguridad debido a las frecuentes fugas de prisioneros. Después de que en 1994 el gobernador del Estado mandara dinamitar el edificio, en 1998 la Universidad del Estado de Río de Janeiro (UERJ), obtuvo el derecho de cesión del área y de las dependencias que pertenecían al presidio, inaugurando el Centro de Estudios Ambientales y Desarrollo Sostenible (CEADS).

## Geografía

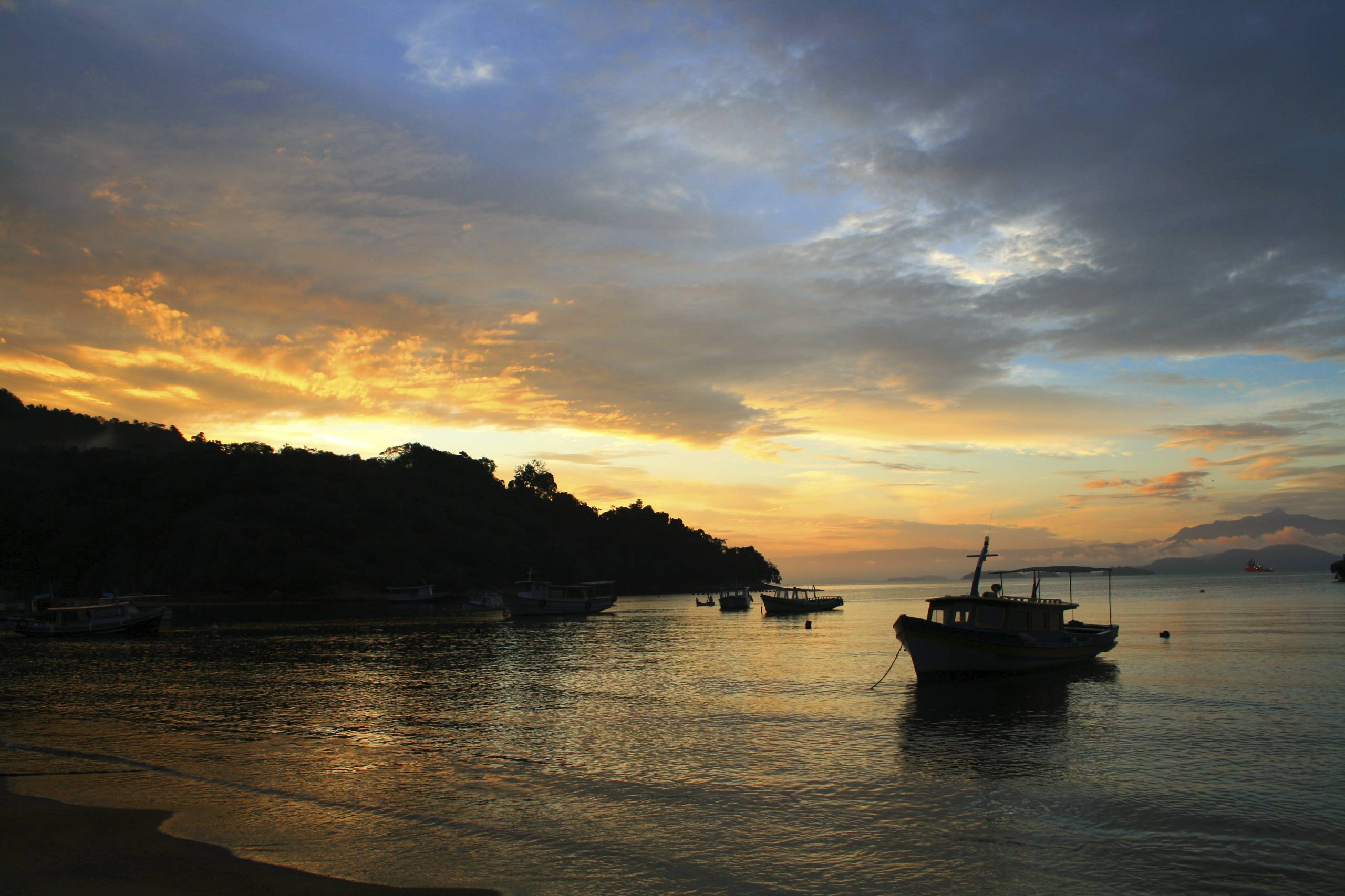
Un atardecer en la Isla Grande.

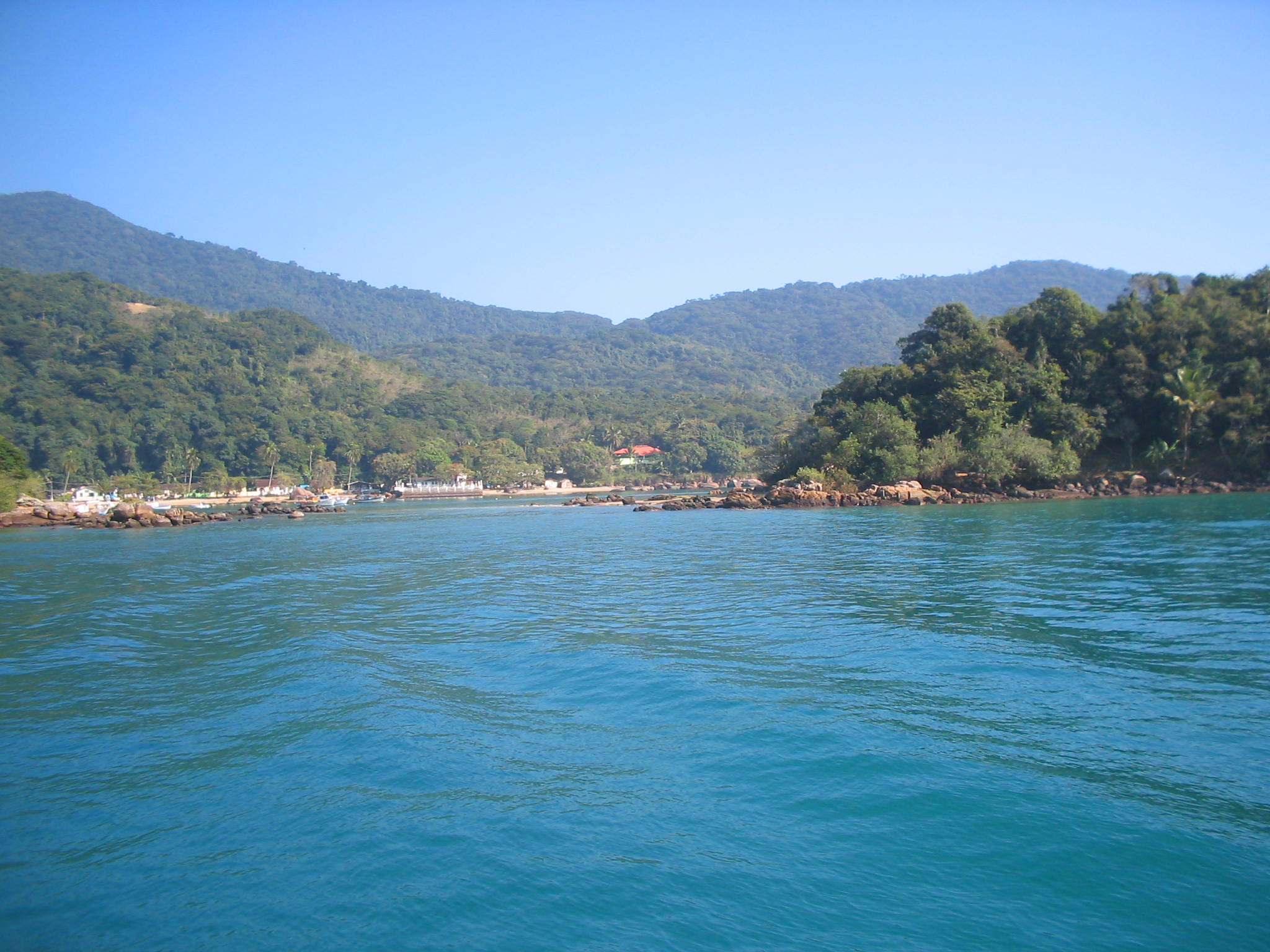
Vista de la playa en la Isla Grande.

Su latitud se extiende entre los 23°5′ y 23°14′ S; su longitud, entre 44°5′ y 44°23′ O.
Tiene un área de 193 km² y una costa de 130 km, aproximadamente. El menor perímetro para una navegación costera es de 72 km. El contorno es accidentado, con 34 puntas o pequeñas penínsulas, 7 ensenadas y 106 playas.
Su topografía es eminentemente montañosa, con varios picos, siendo el de mayor altitud el pico da Pedra d'Agua con 1031 metros sobre el nivel del mar y el pico do Papagaio, con 982 m. Predominan áreas de extensa vegetación e incluso selva muy tupida, morros, escarpadas, pontones, planicies, ríos y grutas.
Gran parte de su área se encuentra dentro del parque Estatal de Ilha Grande y del parque Marino de Aventureiro, áreas de protección ambiental.

## Clima
Siendo una isla oceánica, el mar tiene una fuerte influencia sobre la climatología de la isla. Se caracteriza por un clima tropical, caluroso y húmedo. No hay épocas de sequías. La temperatura media del aire oscila entre 15 °C - 30 °C. La temperatura media del agua es de 18 °C - 24 °C. Hay entre 180 y 200 días despejados por año. De acuerdo con la Estación Meteorológica de Angra dos Reis (INMET), la temperatura media anual es de 22,5 o C, siendo febrero el mes más caluroso, con 25,7 °C de promedio y julio, el más frío, con 19,6 °C.
La media pluviométrica anual es de 2.242mm, siendo enero el mes más lluvioso, con 293 mm y julio el más seco, con 87 mm de agua recogida.

## Turismo
Ilha Grande es conocida como el Caribe Brasilero, famosa por su playa Lopes Mendes, considerada una de las más atractivas del litoral brasileño. Destacan también las playas de Dois Rios, Aventureiro y Parnaioca en el lado atlántico y Feiticeira, Saco do Céu, Laguna Azul, Laguna Verde, Araçatiba, Ubatubinha, Abraozinho y Das Palmas, entre otras, en el lado continental. No todo es playa en la isla, la montaña y la selva del tipo Mata Atlántica también son atractivos turísticos.
Isla Grande o Ilha Grande fue una isla presidio hasta 1994, por lo que turísticamente es un destino relativamente nuevo. La mayor estructura turística está en la Vila do Abraão, lugar donde se concentran los hospedajes, restaurantes y agencias de paseos que organizan excursiones por los alrededores.
En la isla no hay automóviles ni transporte terrestre a motor, sólo está permitido andar a pie, en bicicleta o en barco.

## Playas

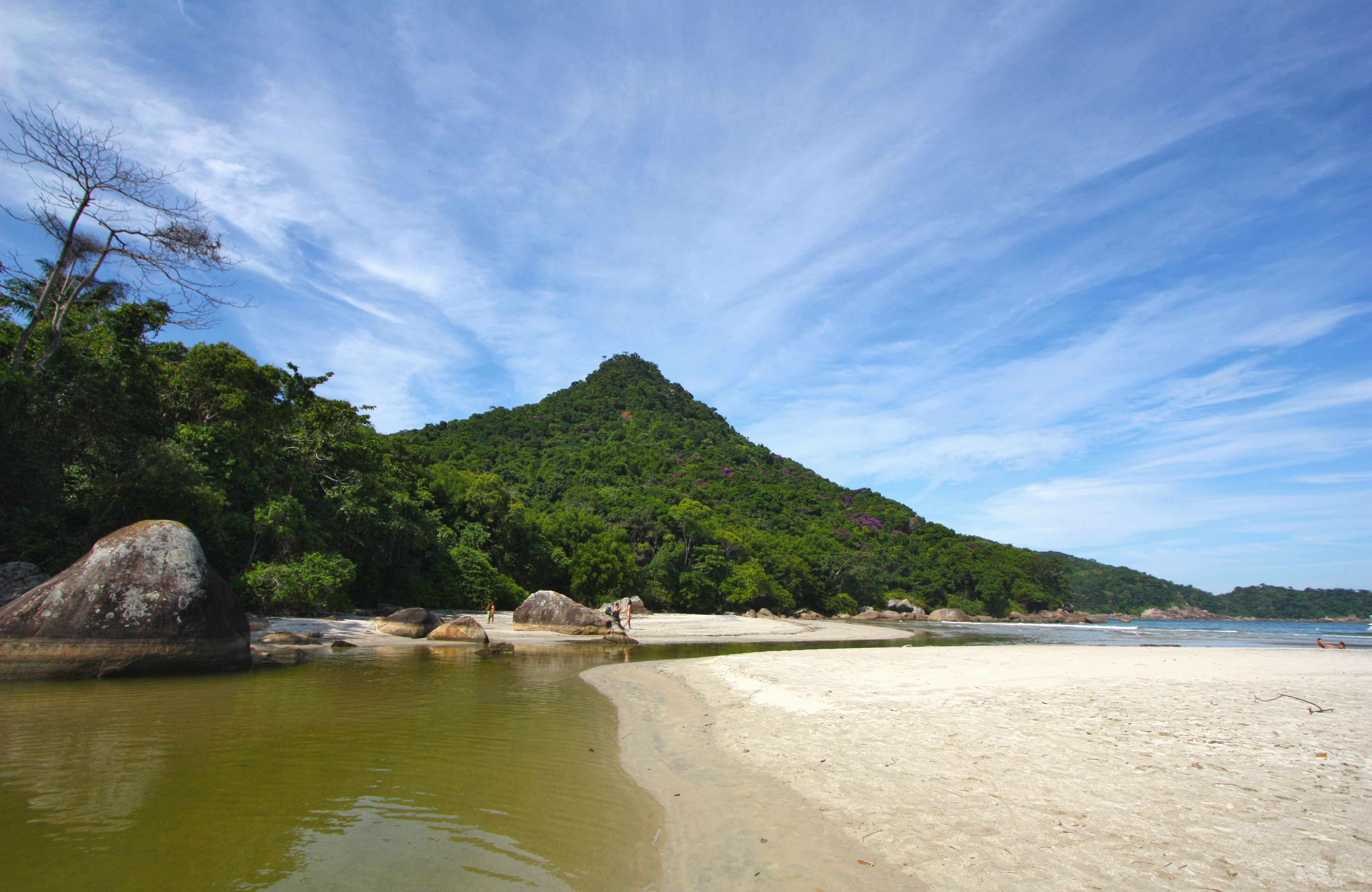
La playa Dois Rios

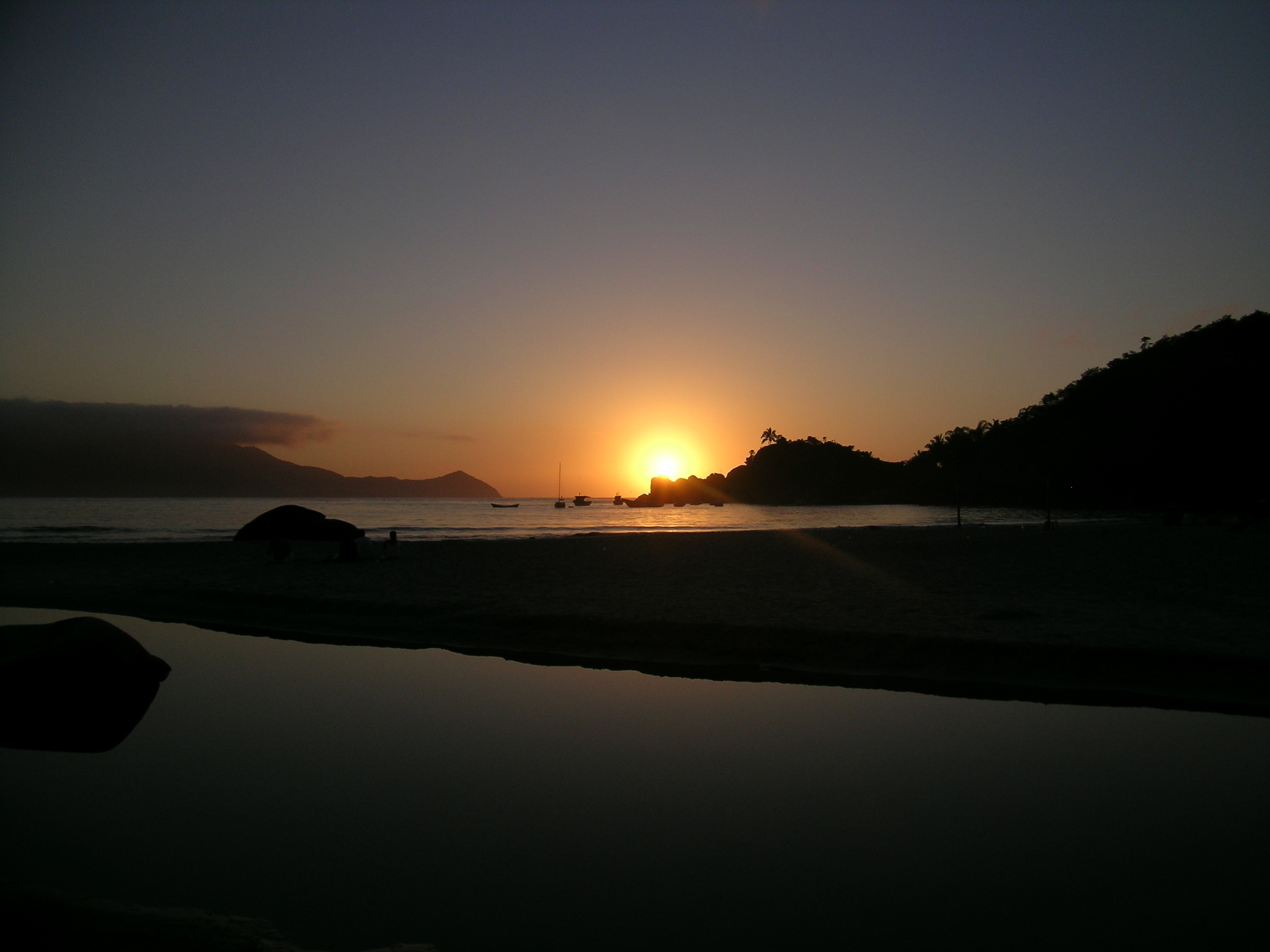
Puesta de sol en la playa Aventureiro

- Abraão
- Palmas
- Lopes Mendes
- Aventureiro
- Dois Rios
- Longa
- Enseada das Estrelas
- Itaguaçu
- Parnaioca
- Meros
- Castelhanos
- Jurubá
- Funil
- Praia Vermelha
- Araçatiba
- Bananal
- Sítio Forte
- Lagoa Verde
- Lagoa Azul

- Saco do Céu
- Caxadaço

- Provetá

- Japariz

## El Sitio Mixto Patrimonio Mundial – Paraty y Ilha Grande: Cultura y Biodiversidad
El 5 de julio de 2019, una porción territorial comprendida entre el municipio de Paraty e Ilha Grande, en Angra dos Reis, ubicada en la región del estado brasileño de Río de Janeiro conocida como “Costa Verde”, tuvo sus copiosos valores culturales y naturales reconocidos internacionalmente, volviéndose el primer sitio mixto brasileño a integrar la lista de los Patrimonios Mundiales de la UNESCO.
La ciudad de Paraty ya era integrante de la Red de Ciudades Creativas de la UNESCO en el categorial gastronómico y tras ese reconocimiento comprueba la riqueza de la diversidad local. La región se forma por el intercambio de las culturas indígena, africana y caiçara que se expresan en los bienes culturales de la ciudad, Paraty engloba una fusión de características propias del patrimonio material e inmaterial. Herencia y vida de los pueblos tradicionales que utilizan la tierra y el mar de forma sostenible, comprobando que la interacción hombre y naturaleza puede ser pacífica. Al coligarse a Ilha Grande, el sitio se vuelve aún más representativo con áreas de belleza natural extraordinaria.

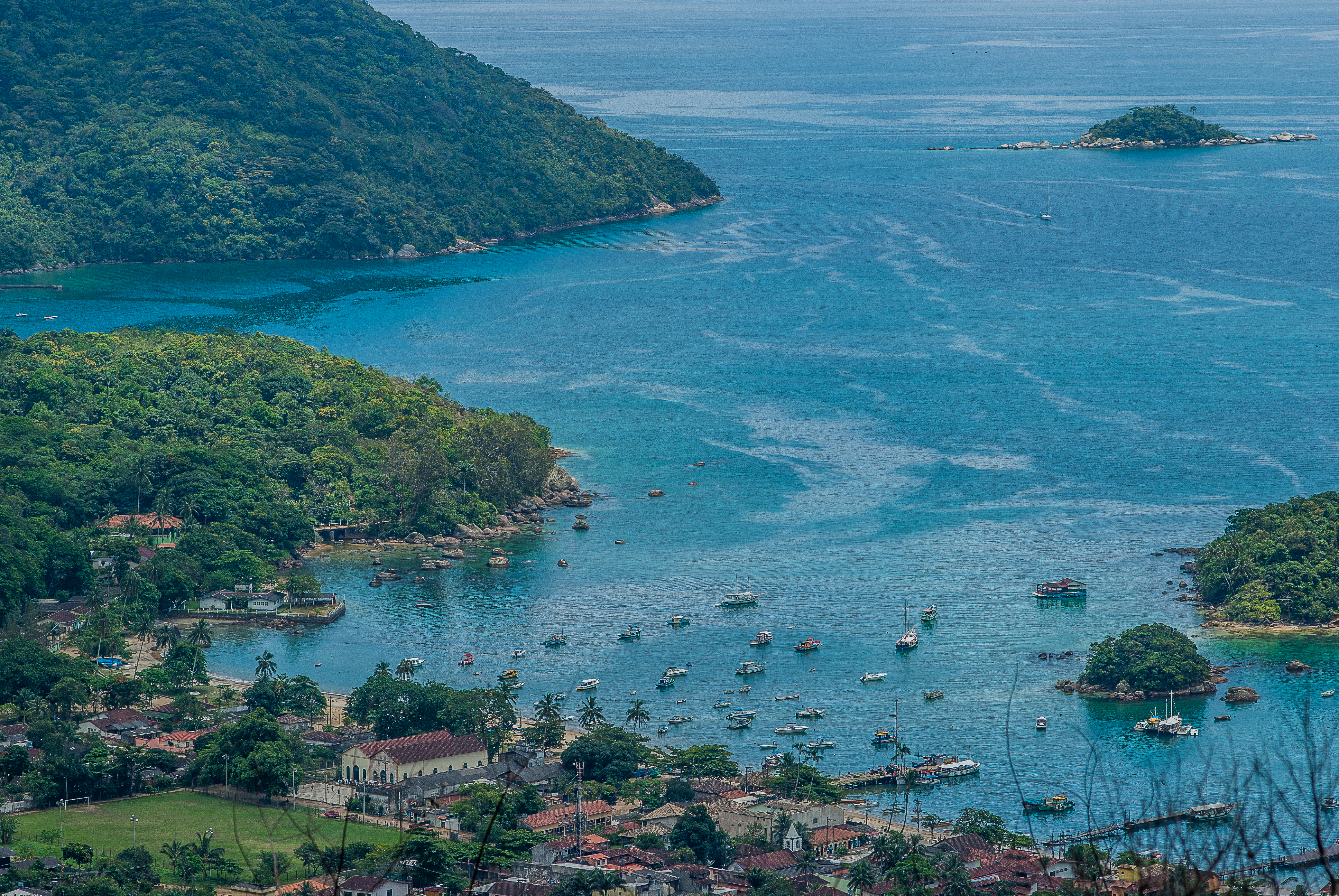
Vila do Abraão

Criterios específicos presentados a la Comisión del Patrimonio Mundial hicieron que el área fuese declarada de importancia para toda humanidad, ya que la región se formó por el intercambio entre las culturas indígena, africana  y caiçara que se expresan en los bienes que utilizan la tierra y el mar de forma sostenible, comprobando que la interacción hombre y naturaleza puede ser pacífica; el hecho de poseer hábitats naturales importantes y significativos para la conservación de la diversidad biológica también hizo con que el área fuese declarada de importancia mundial. Así, el territorio reconocido como patrimonio natural y cultural, comprende las unidades de protección ambiental: el parque nacional da Serra da Bocaina (Paraty/RJ y Cunha/SP), la Reserva Biológica Estadual da Praia do Sul (Ilha Grande - Angra dos Reis/RJ); Parque Estadual da Ilha Grande (Ilha Grande - Angra dos Reis/RJ); el Área de Protección Ambiental de Cairuçu (Paraty/RJ); el centro histórico de Paraty y el Morro da Vila Velha (Paraty/RJ).
Isla Grande presenta referencias culturales materiales donde se encuentran una variedad de talleres líticos y demás restos de las poblaciones prehistóricas, así como ruinas y otros remanentes del periodo histórico. Además, este es un santuario de fauna y flora marina con las playas bien conservadas, en territorio habitado por poblaciones tradicionales cuyas costumbres y modos de vida (referencias culturales inmateriales) conviven un área de máxima preservación.

## Accesos
Sólo es posible llegar a la isla en barco desde Angra dos Reis, Conceição de Jacareí o Mangaratiba, en el único ferry regular que existe y que hace una sola travesía diaria a la Vila do Abrãao desde cada localidad, partiendo de Angra dos Reis (Muelle de Lapa) de lunes a viernes a las 15:30, sábados y domingos a las 13:00. Desde Mangaratiba parte todos los días a las 08:00 y solo los viernes existe un segundo trayecto hacia Ilha Grande a las 22:00. La barca retorna desde la Isla al continente todos los días a las 10:00 desde Villa de Abraao a Angra dos Reis y todas las tardes a las 17:30 hacia Mangaratiba. También hay servicio de traslado brindado por Saveiros (pequeños barcos) y un servicio rápido de catamarán.